# Magnonica
La Magnonica è un campo emergente del moderno magnetismo che è considerato un sotto-campo della moderna fisica dello stato solido.
La magnonica combina onde e magnetismo, il suo scopo principale è di investigare il comportamento delle onde di spin in elementi nano-strutturati.
In sostanza le onde di spin sono la propagazione riordinata della magnetizzazione in un materiale e derivano dalla precessione dei momenti magnetici, i quali derivano dai momenti degli orbitali e degli spin degli elettroni, per lo più è il momento di spin che contribuisce al momento magnetico netto.

## Campi applicativi
Nel campo dell'archiviazione digitale c'è interesse in questo campo per poter usare le onde di spin nell'archiviazione di dati e a livello logico.
Gli esperimenti in questo campo si suddividono in tre tipologie: Dominio temporale, di campo e di frequenza.